# کروپیونو
کروپیونو (به لهستانی:  Kropiwno) یک روستا در لهستان است که در گمینا دانبرووا بیاووستوتسکا واقع شده‌است.